# Egon Winkelmann
Egon Winkelmann (* 1. Januar 1928 in Lichtenstein-Callnberg; † 12. April 2015 in Berlin) war ein deutscher Diplomat und SED-Funktionär.

## Leben
Der Sohn eines Landwirts wuchs nach dem Tode des Vaters bei seiner Mutter, einer Angestellten, sowie dem Pflegevater, einem Dreher und Fördermaschinisten auf und wurde 1938 während des Besuchs der Volksschule Mitglied der Hitlerjugend. Nach Abschluss der Schule besuchte er zunächst von 1941 bis 1944 die Höhere Handelsschule in Zwickau und absolvierte dann für kurze Zeit ein Studium an der Dolmetscher-Hochschule in Leipzig, ehe er von 1944 bis 1945 als Hartverchromer in Chemnitz arbeitete.
Nach dem Zweiten Weltkrieg trat er 1945 in die KPD ein und arbeitete als Bürohilfskraft und Hilfsschlosser in seiner Geburtsstadt. 1946 wurde er Mitglied der LDPD und besuchte bis 1947 die Fachschule für Wirtschaft und Verkehr. 1947 trat er schließlich in die SED ein und arbeitete für einige Zeit als Volontär bei der Tageszeitung Volksstimme in Glauchau, ehe er anschließend bis 1948 nacheinander Sachbearbeiter, Hilfsredakteur und dann Redakteur beim Mitteldeutschen Rundfunk in Leipzig war. Danach absolvierte er ein Studium der Gesellschaftswissenschaften an der Karl-Marx-Universität Leipzig, das er 1950 mit dem akademischen Grad eines Diplom-Ökonomen abschloss. In der Folgezeit war er Sachbearbeiter, Hauptsachbearbeiter und dann Referent beim Deutschen Innen- und Außenhandelsbetrieb DIA Maschinen Berlin, ehe er von 1952 bis 1962 Redakteur, Lektor und schließlich Redaktionsleiter beim Dietz Verlag war.
1962 trat er als Politischer Mitarbeiter in das Ministerium für Auswärtige Angelegenheiten der DDR (MfAA) und absolvierte nebenbei ein Fernstudium an der Humboldt-Universität zu Berlin, das er als Diplom-Historiker beendete. Von 1962 bis 1964 war er 1. Sekretär an der Botschaft in Nordkorea und im Anschluss bis 1965 Sektionsleiter in der 4. Außereuropäischen Abteilung des MfAA. Daraufhin absolvierte er ein Studium an der Diplomaten-Hochschule des Außenministeriums der UdSSR in Moskau.
Nach seiner Rückkehr in die DDR wurde er 1967 Stellvertretender Leiter der Abteilung Internationale Verbindungen beim ZK der SED. Im Jahr 1972 wurde er am Institut für Internationale Beziehungen in Moskau zum Dr. oec. promoviert. Daneben war er 1974 bis 1981 Mitglied der Leitung der Parteiorganisation beim ZK der SED sowie 1976 bis 1981 Mitglied der Zentralen Revisionskommission der SED.
Nach dem plötzlichen Tod von Paul Markowski bei einem Hubschrauberabsturz in Libyen am 6. März 1978 wurde er dessen Nachfolger als Leiter der Abteilung Internationale Verbindungen beim ZK der SED. In dieser Funktion war er auch Ansprechpartner für die Grundorganisationen der SED an den Auslandsvertretungen. Im Juni 1978 befand er sich auf einem Arbeitsbesuch beim ZK der KPdSU und erhielt dort von den ZK-Sekretären Boris Nikolajewitsch Ponomarjow, Konstantin Wiktorowitsch Russakow sowie dem 1. Stellvertretenden Leiter der ZK-Abteilung für Internationale Beziehungen Wadim Walentinowitsch Sagladin eine Einschätzung zur aktuellen Lage, nachdem die USA im Mai 1978 ein zehnjähriges Rüstungsprogramm bekannt gaben.
Außerdem war er von Dezember 1978 bis 1981 Mitglied der Volkskammer.
Im Januar 1981 wurde er schließlich zum Botschafter der DDR in der UdSSR ernannt. Zu seinem Amtsantritt wurde er von Erich Honecker in einem längeren Gespräch über die Darstellung der Position der DDR gegenüber der Sowjetunion instruiert. Tenor der Rede des Staatsratsvorsitzenden und Generalsekretär der SED war dabei, dass „Aufgabe der Sowjetunion nicht sein kann, die DDR zu zersetzen“. Dadurch wurde auch die führende Rolle Honeckers in der Außenpolitik der DDR deutlich. Kurz nach Beginn dieser Tätigkeit bekam er im Februar 1981 Order Erich Honeckers, er möge sich beim nordkoreanischen Staatschef Kim Il-sung in Pjöngjang kundig machen, was denn hinter dessen Wiedervereinigungsangebot an den südkoreanischen Nachbarn stecke. Kim hatte jedoch, als einer der letzten Stalinisten, für eine Wiedervereinigung seines Landes ohne Sozialismus nichts übrig. Winkelmann selbst verspürte später Sympathien für den unter Michail Gorbatschow eingeleiteten Reformkurs von Glasnost und Perestroika. Das Amt des Botschafters hatte er bis Januar 1987 inne.
Außerdem war er ab dem X. Parteitag der SED von 1981 bis 1989 Mitglied des ZK der SED. Nach seiner Rückkehr in die DDR war er als Nachfolger von Horst Brasch vom Februar 1987 bis 1990 1. Vizepräsident und Generalsekretär der Liga für Völkerfreundschaft, der Dachorganisation von Freundschaftsgesellschaften in der DDR.
Auf der 10. Tagung des ZK am 8. November 1989 sprach er sich für die Wahl von Hans-Joachim Willerding zum Sekretär des ZK für Internationale Beziehungen aus.

## Auszeichnungen
Für seine Verdienste in der SED und für die Beziehungen zur UdSSR erhielt er 1986 den Orden der Völkerfreundschaft der Sowjetunion sowie den Vaterländischen Verdienstorden in den Jahren 1973 (Bronze), 1976 (Silber) und 1988 (Gold).

## Veröffentlichungen
- 1997 erschien seine Autobiografie Moskau, das war’s. Erinnerungen des DDR-Botschafters in der Sowjetunion 1981–1987. Edition Ost, Berlin 1997, ISBN 3-929161-86-9.[9] Das Buch bietet auch eine Zusammenfassung der Gespräche zwischen Honecker und dem Generalsekretär der KPdSU, Leonid Breschnew, in den Jahren 1981 und 1982 und zeugt vom angespannten Verhältnis zwischen Ost-Berlin und Moskau.[10]